# Primal (série de televisão)
Primal (também chamado de Genndy Tartakovsky's Primal) é uma série de animação adulta norte-americana de thriller criada e dirigida por Genndy Tartakovsky para o bloco noturno do Cartoon Network Adult Swim. É o primeiro desenho animado da Cartoon Network Studios e da Williams Street a misturar os gêneros de ação, ficção científica e terror.
O desenho animado apresenta uma visão do mundo pré-histórico, retratando dinossauros extintos, animais do período glacial e hominídeos arcaicos coexistindo com o Homo Sapiens em um único período do tempo, incorporando vários elementos de ficção científica, fantasia, terror, ação e aventura. A série gira em torno de Spear (Aaron LaPlante), um neandertal, e Fang, um tiranossauro fêmea, que perdem suas famílias logo no início e decidem unir forças para sobreviverem em seu ambiente implacável, eventualmente descobrindo civilizações com as quais entram em conflito. O desenho não tinha diálogo nenhum durante a sua primeira temporada, antes de adotar diálogo mínimo na segunda temporada, em linha com o trabalho anterior de Tartakovsky.

## Personagens
Em comparação com outras séries animadas de Genndy Tartakovsky que apresentam vários personagens, Primal apenas mostra Spear e Fang quando eles encontram diferentes espécies pré-históricas ou fantásticas e várias tribos de hominídeos. Tartakovsky afirmou que embora o espetáculo seja uma obra de fantasia, os animais pré-históricos, criaturas modernas e feras futuristas do espetáculo são baseados em animais pré-históricos reais, bem como alguns novos criados pelos artistas envolvidos no projeto.

### Principais
- Spear (dublado por Aaron LaPlante) - Um neandertal cuja parceira e filhos foram devorados por um grupo de tiranossauros vermelhos com chifres. Embora tenha superado seu desejo inicial de cometer suicídio, Spear ainda está aprendendo a lidar com a perda. Eventualmente, ele desenvolve um vínculo profundo com Fang e está disposto a fazer qualquer sacrifício pessoal para protegê-la. (Temporadas 1 - 2)
- Fang - Uma tiranossauro verde-azulada fêmea cujo seus dois filhotes foram atacados pelo mesmo grupo de tiranossauros com chifres que matou a família de Spear. Diferente de Spear, que ainda está traumatizado com a perda de seus entes queridos, Fang consegue lidar com a perda dela muito mais rápido. Inicialmente, ela tenta afirmar seu domínio sobre Spear, mas eventualmente descobre que é muito mais saudável trabalhar em parceria e está disposta a fazer qualquer coisa para garantir sua sobrevivência. (Temporadas 1 - 2)
- Mira (dublada por Laëtitia Eïdo) - Uma virtuosa homo sapiens árabe. Escravizada, com cabeça raspada e marcada com o símbolo de um escorpião por um clã Viking, Mira escapa e encontra Spear e Fang, que se tornam seus novos amigos e companheiros. Ela prova ser muito capaz com arco e flecha, lanças, machados, carpintaria, timonagem e culinária.

- Charles (dublado por Jacob Dudman) - Um cientista e membro da Sociedade Histórica que teoriza sobre a correlação entre o homem primitivo e o homem moderno. Sua única aparição foi no episódio "The Primal Theory". O Charles Darwin de verdade morreu em 1882.
- Darlington (dublado por Jeremy Crutchley) - Um cientista inglês e ex-campeão de boxe cuja mansão abriga uma Sociedade Histórica de cientistas bem-educados. Sua única aparição foi no episódio "The Primal Theory". O Cyril Dean Darlington de verdade nasceu em 1903.

### Recorrentes

#### Temporada 1
- Família de Spear - parceira, filho e filha de Spear que foram comidos por um bando de tiranossauros com chifres no primeiro episódio, mas reaparecem através de visões e flashbacks ao longo da série.
- Primeira ninhada de Fang – os dois primeiros filhotes de Fang. Assim como a família de Spear, eles foram devorados no primeiro episódio, mas reaparecem em visões e flashbacks durante o desenho animado.

#### Temporada 2
- The Chieftain (dublado por Fred Tatasciore) - O chefe da tribo Viking responsável por sequestrar o povo de Mira. Ele logo busca vingança contra Spear e Fang por dizimarem sua tribo. Após a morte de seu filho Eldar, o Chefe é transformado em um monstruoso rolo compressor de fogo por uma entidade demoníaca para matar Spear e Fang em troca da alma de Eldar.
- Eldar (dublado por Fred Tatasciore) – O filho mais velho do Chefe. Ele se junta a seu pai em sua busca por vingança contra Spear e Fang pela destruição de sua tribo.
- Entidade Demoníaca - O senhor não identificado do submundo que faz um acordo com o Chefe para que ele mate Spear e Fang e traga suas almas para ele em troca da alma de Eldar. Segundo Genndy Tartakovsky, a entidade não é necessariamente uma referência direta a algum ser mitológico. Por causa de sua conexão com o clã Viking da série, alguns fãs especularam que a entidade é o deus nórdico da vingança ou o gigante do fogo Surtr. O episódio em que a entidade aparece pela única vez é intitulado “Vidarr”.
- Ima (dublada por Amina Koroma) - Uma rainha egípcia tirânica e implacável que reside em uma grande cidade-navio chamada de "O Colossaeus", repleta de guerreiros e escravos que ela usa para atacar e saquear outros reinos.
- Kamau (dublado por Imari Williams) - Um homem bantu de 3 metros que, embora naturalmente pacífico, também é imensamente forte e foi escravizado por Ima junto com sua tribo de tamanho semelhante. É revelado que Ima mantém sua filha Amal como refém, o que serve de alavanca para forçá-lo a obedecê-la.
- Amal (dublada por Hillary Hawkins) – É filha de Kamau. Ela foi mantida como refém por Ima, que usou ela como alavanca para forçar seu pai, Kamau, a virar seu soldado.
- Segunda ninhada de Fang - o segundo conjunto de filhotes de Fang que nasceram depois que ela acasalou com um tiranossauro macho chamado Red. Enquanto um foi morto antes da eclosão, os outros dois vivem até a idade adulta.

## Produção

### Concepção e desenvolvimento
De acordo com Tartakovsky, Primal foi um dos primeiros trabalhos que ele descartou porque não gostou dele na época. À medida que aprendia mais e mais sobre o que atraía as pessoas para seus shows, ele quis experimentar essas características artísticas, principalmente o uso da ausência de diálogo e de momentos lentos. Ele também afirmou que o método pelo qual abordava projetos de animação começou a desacelerar em termos de energia, e quando terminou de trabalhar em Hotel Transylvania 3: Férias Monstruosas, o círculo havia se fechado. Ele disse que se inspirou em Conan, o Bárbaro e em romances populares, bem como em filmes como O Regresso. Tartakovsky sentiu que as pessoas não levariam o programa a sério porque estavam "quebrando as regras" ao ter "um homem e um dinossauro juntos", então enfatizou que se trata de um estudo de personagem, uma jornada de "amigos" sobre dois personagens que são muito diferentes, mas unidos pela tragédia. 
A primeira temporada consiste em 10 episódios. Em 31 de agosto de 2020, a série foi renovada para uma segunda temporada composta por 10 episódios. Em 16 de junho de 2023, a série foi renovada para uma terceira temporada que consiste em 10 episódios.

## Transmissão
A primeira temporada estreou em 8 de outubro de 2019, com episódios da primeira metade da temporada sendo exibidos diariamente a partir da data de estreia. Um episódio da segunda metade foi exibido durante a exibição do Dia da Mentira de 2020 do Adult Swim. Adult Swim anunciou em seu Twitter que a segunda metade começaria a ser exibida em 4 de outubro de 2020.
A primeira temporada de Primal foi transmitida durante o fim de semana de Ação de Graças no bloco de programação Toonami do Adult Swim pela primeira vez em 29 de novembro de 2020. A maratona comemorou o lançamento da série no serviço de streaming HBO Max. A primeira temporada começou uma segunda temporada no cronograma normal do bloco Toonami começando em 15 de maio de 2022. A segunda temporada foi repetida no bloco em 24 de julho de 2022. Em maio de 2023, a segunda temporada foi repetida inúmeras vezes no bloco. A reprise do encore saiu do bloco em junho de 2023.
Em 31 de outubro de 2023, a série Primal chegou ao Brasil junto ao novo canal 24 horas do Adult Swim.

## Recepção

### Prêmios e indicações
| Premiação                           | Ano  | Categoria                                                                                           | Nomeação | Resultado | Ref.   |
| ----------------------------------- | ---- | --------------------------------------------------------------------------------------------------- | --- | --------- | ------ |
| Annie Awards                        | 2021 | Melhor Produção/Transmissão de Animação para Televisão para o Público em Geral                      | Primal | Venceu    | [ 8 ]  |
| Annie Awards                        | 2021 | Realização Excepcional para Direção em Produção/Transmissão de Animação para Televisão              | Genndy Tartakovsky (por "Plague of Madness") | Venceu    | [ 8 ]  |
| Annie Awards                        | 2023 | Realização Excepcional em Design de Produção em uma Produção/Transmissão de Animação para Televisão | Scott Wills (por "Echoes of Eternity") | Indicado  | [ 9 ]  |
| Critics' Choice Awards              | 2023 | Melhor Série Animada                                                                                | Primal | Indicado  | [ 10 ] |
| Primetime Creative Arts Emmy Awards | 2020 | Realização Individual Excepcional em Animação                                                       | Stephen DeStefano (designer de personagens; por "A Cold Death") | Venceu    | [ 11 ] |
| Primetime Creative Arts Emmy Awards | 2020 | Realização Individual Excepcional em Animação                                                       | Genndy Tartakovsky (artista de storyboard; por "Spear and Fang") | Venceu    | [ 11 ] |
| Primetime Creative Arts Emmy Awards | 2020 | Realização Individual Excepcional em Animação                                                       | Scott Wills (diretor de arte; por "Spear and Fang") | Venceu    | [ 11 ] |
| Primetime Creative Arts Emmy Awards | 2021 | Programa de Animação de Destaque                                                                    | Genndy Tartakovsky, Brian A. Miller, Jennifer Pelphrey, Keith Crofford, Mike Lazzo, Oussama Bouacheria, Julien Chheng, Ulysse Malassagne, Erika Forzy, Shareena Carlson, Darrick Bachman, David Krentz e Bryan Andrews (por "Plague of Madness") | Venceu    | [ 12 ] |
| Primetime Creative Arts Emmy Awards | 2021 | Realização Individual Excepcional em Animação                                                       | David Krentz (artista de storyboard; por "Plague of Madness") | Venceu    | [ 12 ] |
| Primetime Creative Arts Emmy Awards | 2023 | Programa de Animação de Destaque                                                                    | Genndy Tartakovsky, Mike Lazzo, Keith Crofford, Brian A. Miller, Jennifer Pelphrey, Oussama Bouacheria, Julien Chheng, Ulysse Malassagne and Erika Forzy, Shareena Carlson, Darrick Bachman, and David Krentz (por "Shadow of Fate")             | Indicado  | [ 13 ] |
| Saturn Awards                       | 2021 | Melhor Série Animada na Televisão                                                                   | Primal | Indicado  | [ 14 ] |